# Frínico (trágico)
Frínico (fl. ca. 511 a. C.) fue un poeta trágico, nacido en Atenas. Vivió en los siglos VI y V a. C., y murió en Sicilia en el año 470 a. C. Ninguna de sus obras se ha conservado.
Contemporáneo de Esquilo, es considerado como uno de los creadores del género de la tragedia. 
Influido por Hesíodo, Estesícoro y los poetas del Ciclo épico, Frínico fue famoso por su elegancia personal y la belleza de sus melodías, en las que empleaba con frecuencia el tetrámetro trocaico. La Suda dice de él que fue uno de los pioneros en la introducción de protagonistas femeninas y con ellas también de la ternura, la piedad, etc. Sólo sobreviven pequeños fragmentos de sus obras. 
Su afinidad al partido de Temístocles lo llevó a cultivar el drama histórico, temática insólita por entonces. La representación tras el año 494 a. C. de La toma de Mileto tuvo una enorme repercusión, pero acabó en escándalo y le costó una multa por haber recordado la pérdida de esta ciudad ante los persas durante la Revuelta jónica. Sin embargo, obtuvo el premio en el año 476 con otra pieza histórica, Las fenicias, que serviría de modelo para Los persas, de Esquilo. Un tercer drama histórico es Los justos, Los persas o Los compañeros del Consejo. Otras obras son: Acteón, Alcestis, Altea o Las mujeres de Pleurón, Anteo o Los libios, Las danaides, Los egipcios  y Tántalo.